# Megacles V
Megacles, hijo de Hipócrates (en griego antiguo: Μεγακλῆς, romanizado: Megaklès; Atenas, siglo VI a. C. - después del 471 a. C.), fue un político ateniense miembro de la familia de los Alcmeónidas.

## Biografía

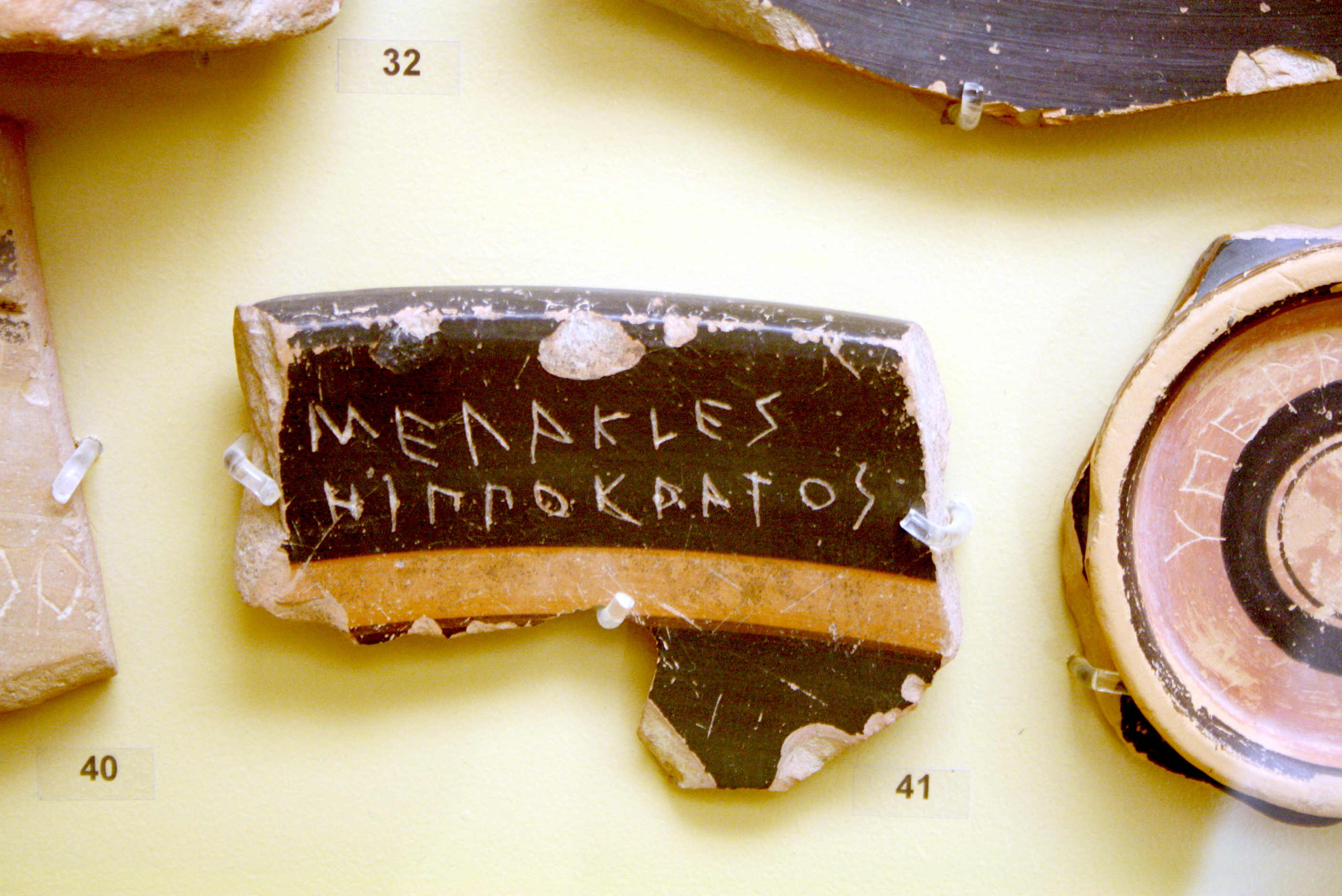
Óstraco con el nombre de Megacles, hijo de Hipócrates.

Megacles, como hijo de Hipócrates, era sobrino de Clístenes (hermano de Hipócrates), y, como hermano de Agarista, era tío de Pericles. Fue condenado al ostracismo por primera vez en 487/486 a. C. y por segunda vez en 471 a. C.
Megacles, venció en los Olimpiadas de 436 a. C. en la carrera de cuadrigas. Fue repetidamente objetivo de Aristófanes en sus comedias, y también Dinómaca, madre de Alcibíades.